# Out of Control (MAN WITH A MISSION×Zebraheadのアルバム)
『Out of Control』（アウト・オブ・コントロール）は、「MAN WITH A MISSION×Zebrahead」名義でリリースされたスプリットEP。2015年5月20日（海外盤は2015年8月21日）にSony Music Records（Sony Music Labels）から発売された。

## 概要
日本のロックバンド・MAN WITH A MISSIONとアメリカのロックバンド・ZebraheadのスプリットEP。
初回生産限定盤、通常盤、海外盤の3形態で発売。また、日本盤と海外盤ではジャケット写真と収録曲が異なっている。
表題曲「Out of Control」は、映画『マッドマックス 怒りのデス・ロード』の日本版エンディングソングである。

## 収録曲

### CD (日本盤)
1. Out of Control / MAN WITH A MISSION × Zeberahead
  - 映画『マッドマックス 怒りのデス・ロード』日本版エンディングソング[4][3]
2. The Cure / MAN WITH A MISSION
  - 映画『新宿スワン』挿入歌[5]
3. database feat. Ali (Zebrahead) / MAN WITH A MISSION
  - MAN WITH A MISSIONの3rdシングルのフィーチャリングボーカルがZebraheadのラッパー・Ali Tabatabaeeとなった全英詞の新録バージョン
4. Lockjaw / Zebrahead
5. Blue Light Special / Zebrahead

### CD (海外盤)
1. Out of Control / MAN WITH A MISSION × Zeberahead
2. Lockjaw / Zebrahead
3. Consider My Resignation / Zebrahead
4. higher (ENG ver.) / MAN WITH A MISSION
  - ゲーム『ワールドサッカー ウイニングイレブン 2015』収録曲[6]
5. database feat. Ali (Zebrahead) / MAN WITH A MISSION

### DVD (日本盤・初回生産限定盤)
1. 「狼vs縞馬 ガチンコ5番勝負 MISSION」
2. 「"Out of Control" Music Video Shooting Documentary」